# NGC 4
NGC 4 es una galaxia lenticular en la constelación de Piscis. Se trata de una galaxia extremadamente tenue, solo observable por telescopios muy grandes a partir de las 20 pulgadas.
Fue descubierta por Albert Marth el 29 de noviembre de 1864 (la misma noche que NGC 3) con un telescopio reflector de 48 pulgadas; el segundo más potente de la época, después del Leviatán de Lord Rosse, de 72 pulgadas

## Datos y observación
Esta galaxia posee magnitud 16, lo cual, la hace bastante complicada de observar, sobre todo para pequeños instrumentos, ya que se necesitan instrumentos de gran envergadura para poder observarla.
Esta galaxia es de tipo S0, y mide aproximadamente 0,5 × 0,4 minutos de arco, es realmente complicada de observar.